# Турійська ера
Турійська Ера (англ. Thurian Age) — це вигаданий період історії Землі в рамках штучної міфології, створеної Робертом І. Говардом, що слугувала тлом для історій про Кулла з Атлантиди. Вона передувала Хайборійській ері, в якій діяв інший персонаж Говарда — Конан з Кімерії.
Епоха була названа на честь Турії — головного континенту, тому що хоча існують і інші землі, такі як Атлантида і неназваний Східний континент, ланцюги островів, але більша частина Землі — це незвідана дика місцевість, що населяється розсіяними кланами та ланами примітивних дикунів. — Роберт Говард. Хайборійська ера
Турійська епоха закінчилася Великим катаклізмом, що відбувся через покоління після часів Кулла. У результаті катаклізму частина країн пішла під воду, частина земель піднялася з моря, інші були спустошені землетрусами і вулканами. Цивілізація була зруйнована, і ті, що залишилися живими, намагалися побудувати нову культуру (пікти і атланти), але війни і Малий Катаклізм, що створив Хайборійське море Вілайєт, зруйнував останні залишки цивілізації Турійської ери.

## Сім Імперій та інші королівства Турії
Шість королівств домінують на основному континенті Турія. Всі вони говорять подібними мовами і, можливо, мають спільне походження. На схід від цих королівств тягнеться велика пустеля. Ці шість королівств (Валюзія, Верулія, Грондар, Камелія, Комморія і Туле) - частина Семи Імперій, хоча сьомого учасника ніколи не називають.
Після Катаклізму жителі одного з королівств (не Валюзії), стають людьми "земрі", які стануть засновниками королівства Замора.

### Валюзія
Королівство розташоване на заході континенту Турія. Найстаріша держава із Семи Імперій. Спочатку воно було створено і керувалося змієлюдьми, поки вони не були повалені їхніми рабами - людьми. Змієлюди спробували, використовуючи ілюзорну магію, через лаштунки керувати новим людським королівством Валюзія, але вони були знову переможені у таємній війні. Вони заснували Культ Змія, щоб досягти тієї ж мети знову і майже перемогли. Їхня влада була, однак, зрештою зруйнована Куллом, могутнім варваром, який силою здобув корону Валюзії.
Валузія зазнавала нападів з боку лемурійських піратів та атлантів.
Також, Валюзія згадується у Говарда Лавкрафта, в оповіданні «Той, Хто Чаїться у Темряві» і повісті «У горах божевілля» .

### Верулія
Після повалення Борни його далекий родич  Гомла сховався у Верулії. Було організовано змову з повалення Кулла, але в допомогу змовникам було направлено полководець Верулії Фондар.
Веруліанське віроломство давно стало притчею в язицех.— Роберт Говард. Мечі Пурпурного Царства

### Грондар
Найсхідніше королівство із Семи Імперій, зі сходу воно було обмежене річкою Страгос, за якою знаходилися нескінченні пустелі. Жителі Грондара вважалися менш культурними, ніж жителі інших королівств.
Орди язичників-грондарців іноді робили набіги на Туранію та сусідні малі держави, проходячи по них вогнем і мечем, тому західні кордони царства пильно охоронялися — причому не грондарцями, а їх стурбованими сусідами.— Роберт Говард. Передсвітанкові вершники
Наприкінці правління Борни та початку правління Кулла відбулася валюзійсько-грондарська війна, під час якої Грондар був розбитий.

### Зарфхаана
Імперія розташована на схід від Валузії. Кордон держав проходив у горах Зальгари та Камуніанфської пустелі. Розташована на північ від Туранії.

### Комморія
Вела війни із Валюзією.

### Туле
Відомо як королівство «висохлих сивобородих магів»

### Туранія
Розташована на південь від Зарфхаана. На півдні межує з Малими князівствами. Традиційний ворог Фарсуна.

### Фарсун
Розташований на захід від Валюзії. Традиційний ворог Туранії. Батьківщина багатьох авантюристів — Фенара, Далгара та ін.

### Малі князівства
Розташовані на південь від Туранії та на захід від Грондара.

## Варварські землі
У Турійську епоху налічувалося три великих варварських суспільства.

### Атлантида
Маленький континент на захід від Турії та на схід від островів піктів. Атланти мали колонію безпосередньо у Турії. Атлантида - старий ворог Семи Імперій, на землі яких атланти влаштовували набіги. Крім того, атланти перебували у багатовіковому конфлікті з піктами.
Після катаклізму, який завершив Турійську епоху, сталося занурення Атлантиди у море. Атланти, що залишилися живими на континенті Турія, були відкинуті в розвитку далеко назад, але продовжили бути цивілізованими. Незабаром вони вступили в кровопролитну війну з піктами, що вижили, і програли її. Ті, що залишилися живими після війни, були відкинуті до рівня мавп. Вони зрештою повторно розвинулися в людей, щоб стати кіммерійцями Хайборійської ери.
Атлантиду Турійської Ери, поряд з Валюзією і змієлюдьми, згадує Лавкрафт в оповіданні «Той, Хто Чаїться у Темряві».

### Лемурія
Лемурія - ланцюг великих островів на схід від Турії.
Після катаклізму, який завершив Турійську епоху, ці острови опустилися в море. Лемурійці, що вижили, втекли до східного узбережжя континенту Турії, але були поневолені невідомою долюдською расою. Після тисячолітнього звірячого рабства лемурійці перетворившись на дикунів, повстають проти панів (колишні господарі, що залишилися живими, біжать на південь Турії, де стають предками стігійців).
Лемурійці стають гірканцями Хайборійської ери та створюють країну Туран на узбережжі моря Вілайєт. Гірканці відіграють провідну роль у руйнуванні хайборійських цивілізацій після епохи Конана з Кімерії в часи Рудої Соні.
Лемурійські пірати нападали на Валуюзію.

### Острови Піктів
Ланцюг островів далеко на захід від Турії та Атлантиди. Найбільшими в архіпелазі були острови Татель та Дуур-Жад. У ході одного набігу піктами було засновано колонію в Турії. Пікти перебували у багатовіковому конфлікті з атлантами, але у добрих стосунках із Валюзією.
Після катаклізму острови Піктів піднялися, щоб сформувати гори майбутнього Нового Світу. Пікти островів стали предками американських індіанців. Пікти Турії були відкинуті у розвитку далеко назад. Але вони продовжують бути цивілізованими. Вони швидко вступають у кровопролитну війну з атлантами, що вижили. Навіть перемога у цій війні не допомогла піктам — вони стали дикими мешканцями Пустошей піктів на заході континенту в Хайборійську еру.

## Інші землі

### Му
Землі, населені кочівниками. Гори Му після Катаклізму стають островами Південних Морів.

### Каалу
Землі, населені кочівниками.

## Долюдські королівства
Є інші цивілізовані, але не людські королівства. На півдні Турії до Катаклізму існувала таємнича передлюдська цивілізація. Вона була заснована змієлюдьми. Коли гнобителі лемурійців були повалені, вони бігли в цю область і змішавшись зі змієлюдьми, створили нову країну — Стігію.